# British American Land Company
La British American Land Company ou BALC a été fondée en 1832 sous l'influence de John Galt (surintendant de la Canada Company, Haut-Canada) et de plusieurs investisseurs pour acquérir 800 000 acres (3 237 km2) de Terre de la Couronne dans les Cantons-de-l'Est (Québec) et en gérer le développement dans le but de favoriser l'immigration de sujets britanniques dans cette région du Bas-Canada.

## Territoire et développement
À cette époque, il n'y avait pas de développement à l'est de Cookshire et aucun pont ne permettait de traverser la rivière Eaton. La colonisation s'était plutôt étendue vers le sud : Eaton Corner, Sawyerville, etc. La vaste étendue de terres non arpentées était parcourue par les chasseurs et les Abénaquis venant d'Odanak (Saint-François-du-Lac) et de Wôlinak (Bécancour) à mesure que le gros gibier se faisait de plus en plus rare dans les cantons plus développés à l'ouest. Le premier pont sur la rivière Eaton fut construit à Cookshire en 1834 à l'endroit du pont couvert encore existant et l'actuel Chemin Victoria fut défriché et ouvert jusqu'à la rivière au Saumon (Le Haut-Saint-François). Un village modèle nommé Victoria avec plusieurs maisons, école et une église fut construit à quelques kilomètres de la rivière au Saumon. La population atteignit un maximum de 200 habitants, mais les terrains ne donnèrent pas de bonnes récoltes et les villageois abandonnèrent tour à tour le village. En 1835, Alexander Tilloch Galt, le fils de John Galt, devint responsable de la compagnie. La rébellion des Patriotes contribuait à la diminution de l'immigration en provenance de l'Empire britannique. En 1838, le village de Victoria fut totalement abandonné et tomba en ruines. D'autres immigrants s'installèrent plus près de Cookshire à un endroit nommé Robinson, qui a prospéré et est devenu Bury (Québec). En 1845, des immigrants écossais se servirent des débris de l'ancien village de Victoria et s'installèrent à l'endroit actuel de Scotstown.

## Développement à l'est de Scotstown
En 1851, le Chemin de fer Saint-Laurent & Atlantique, qui reliait Québec à Portland (Maine) en passant par Lennoxville, augmenta le nombre d'immigrants et de travailleurs. Les habitants continuèrent à défricher vers l'est en continuant le chemin Victoria jusqu'au ruisseau la Loutre (Otter Creek), puis en ouvrant le chemin Franceville près du mont Mégantic. Les terres n'étaient pas très cultivables et marécageuses; le marécage des Scotts en témoigne encore aujourd'hui. Ce fut plutôt l'industrie du bois qui fit prospérer le village de Scotstown comme en témoigne une ancienne cheminée et un barrage encore existants. En 1870, le canton de Hampden fut arpenté pour continuer le développement et le peuplement.

## Limite du territoire
La superficie du territoire des nombreux cantons disponibles de la compagnie était limitée : au sud par les États-Unis, à l'est par la rivière Arnold, le lac Mégantic, la rivière Chaudière et au nord par les cantons de Gayhurst, Winslow et Coleraine. À la fin de 1830, la Quebec and Megantic Land Company, basée à Québec, fut créée pour développer 220 000 acres non arpentés dans les cantons autour du Grand lac Saint-François et le long de la rivière Chaudière. Vers 1870, toute la région des Hautes-Appalaches est encore pratiquement inaccessible vu l'absence de route vers le lac Mégantic et la région. En 1880, la Compagnie de colonisation et de crédit des Cantons de l'Est fut fondée pour développer la colonisation canadienne-française dans la région de La Patrie, Notre-Dame-des-Bois, Saint-Augustin-de-Woburn et le territoire autour du lac Mégantic.